# Автостереоскопия
Автостереоскопия, безочковая бинокулярная стереоскопия — разновидность стереоскопии, в которой для восприятия объёмного изображения не требуются какие-либо сепарирующие приспособления в виде очков, стереоскопов и других устройств, размещаемых перед глазами наблюдателя. Объёмное изображение воспринимается при непосредственном рассматривании плоского экрана или фотоснимка и называется автостереограммой.
Наиболее распространёнными технологиями автостереоскопии считаются лентикулярный или щелевой растр, голография, а также стереодисплеи, в том числе светового поля. Автостереоскопия используется в фотографии, кинематографе, телевидении, рекламе и других областях отображения визуальной информации. Главное достоинство принципа заключается в доступности восприятия трёхмерного изображения без дополнительных устройств, а также людьми с дефектами зрения, носящими очки.

## Технологии
В современной технике известно множество технологий автостереоскопии, в том числе с использованием окулографии. Но большинство из них основаны на растровом принципе сепарации стереопары. При этом может использоваться лентикулярный, призматический или щелевой растр. Чёткость изображения по горизонтали при этом неизбежно снижается, но его объём уверенно воспринимается большинством зрителей. Каждая из двух разновидностей растра даёт свои преимущества, и применима не во всех случаях.

### Щелевой (барьерный) растр
Принцип основан на перекрытии разных участков изображения решёткой из узких непрозрачных полос при рассматривании с разных точек. При этом изображения стереопары состоят из таких же полос, чередующихся друг за другом. В результате, каждый глаз наблюдателя видит через щели в решётке только полосы предназначенной для него части стереопары, тогда как соседние закрыты растром.
Технологию независимо друг от друга изобрели Август Бертье, не добившийся практических результатов, и Фредерик Айвс, который в 1901 году создал первую в мире автостереограмму, основанную на щелевом растре. Два года спустя Айвс начал продажи таких изображений, положив начало коммерческому использованию автостереоскопии. 4 февраля 1941 года в Москве начал работать первый в мире кинозал, оснащённый автостереоскопическим безочковым экраном с проволочным щелевым растром. В начале 2000-х годов компания Sharp выпустила первый в мире жидкокристаллический дисплей, поддерживающий безочковую стереоскопию. Дисплей устанавливался в небольшие партии двух марок ноутбуков, и некоторое время оставался уникальным. В 2009 году выпущен стереофотоаппарат Fujifilm FinePix W Series Real 3D с автостереоскопическим ЖК-дисплеем диагональю 2,8 дюйма. Все эти дисплеи, как и более поздний дисплей игровой консоли Nintendo 3DS, основаны на технологии щелевого растра.
Кроме больших световых потерь, недостатком щелевого растра считается сравнительно узкая зона, из которой видимо трёхмерное изображение. В результате, наблюдатель должен искать оптимальное положение глаз относительно экрана или снимка, а при случайном смещении головы эффект исчезает. Параллельный щелевой растр даёт очень узкую зону видимости, расположенную в перпендикулярно плоскости экрана. Для расширения этой зоны и её смещения в более удобную для кинопоказа плоскость ниже экрана советский изобретатель Семён Иванов предложил использовать «перспективный» растр, щели которого сходятся в одну точку. Некоторые производители мониторов расширяют зону видимости, управляя положением затеняющих полос по сигналам от датчиков айтрекинга.

### Лентикулярный растр
Растр из цилиндрических линз запатентован в 1912 году Уолтером Хессом. Замена щелевого растра такими же по размеру собирающими линзами позволило резко снизить световые потери, из-за которых фотографии с наложенной решёткой выглядели слишком тёмными. Ещё одним преимуществом оказалось расширение зоны видимости стереоизображения, слишком узкие у барьерных автостереограмм. В результате, полноценное трёхмерное изображение стало видимо не из одной ограниченной области точно перед центром экрана, но и с боковых точек. За счёт особенностей лентикулярного растра появилась возможность создания многоракурсных автостереограмм, когда при перемещении головы наблюдателя изменяется точка обзора снятых объектов. Такую автостереограмму называют «параллакс-панорамограммой».
Компания Philips в середине 1990-х годов создала технологию стереодисплея с лентикулярным растром, линзы которого располагались точно над линейками пикселей, соответствующими частичным изображениям стереопары. Такое устройство позволяло на мониторах серии WOWvx получать безочковое стереоизображение разрешением до 2160p при 46 возможных углах уверенного обзора. Компания StereoGraphics выпускает мониторы похожей конструкции, но с наклонным лентикулярным растром.

### Интегральная фотография
Незадолго до изобретения Хесса в 1908 году Габриэлем Липпманом предложена технология съёмки через двумерный массив сферических микролинз. В этом случае появляется возможность получения объёмных снимков, точно воспроизводящих отснятые объекты в исходном размере. Каждая из микролинз формирует частичное изображение объекта в собственном ракурсе, который отличается от ракурсов остальных линз. В результате, при воспроизведении сделанного таким образом снимка, наблюдатель видит объёмное изображение объектов съёмки, «висящих» за фотопластинкой на том же расстоянии, что в момент съёмки. При любом смещении головы ракурс рассматривания меняется так же, как в случае оглядывания исходных объектов. Такое многоракурсное изображение иногда называют аспектограмма или интегральный снимок. Недостатком аспектографии считается небольшое угловое поле, ограниченное периодом микролинзового растра. Поэтому интегральная фотография пригодна только для съёмки небольших предметов, соизмеримых с размером пластинки с растром. По характеру получаемого изображения и другим особенностям интегральная фотография близка к изобретённой позднее голографии, и поэтому иногда носит название лучевой или некогерентной голографии.

### Голография
Технологией, обеспечивающей наиболее совершенную автостереоскопию, стала изобретённая в 1947 году венгерским физиком Денешем Габором голография. При записи голограмм не используются никакие объективы, а вместо формы объектов съёмки и распределения освещённости на них, непосредственно регистрируется волновое поле света, отражённого этими объектами. Для этого они освещаются когерентными источниками света, в качестве которых выступают лазеры различных типов. Отражённый объектами свет лазера складывается с опорной волной от того же источника, образуя на поверхности фотопластинки высокого разрешения интерференционную картину, состоящую из микроскопических чередующихся полос. При освещении проявленной фотопластинки таким же светом, за счёт дифракции на краях полос интерференционной картины, он преломляется, образуя волновое поле, идентичное существовавшему в момент записи голограммы. В результате, наблюдатель видит мнимое изображение снятых объектов, «висящих» на том же расстоянии от фотопластинки, что и сами объекты. При этом изображение выглядит объёмным и многоракурсным, позволяя «заглянуть» за снятый объект при смещении головы. Несмотря на точность и реалистичность отображения предметов, голография не нашла широкого практического применения в фотографии и кинематографе из-за технологической сложности и необходимости когерентных световых источников.